# Melissotarsus
Melissotarsus — рід мурашок підродини Myrmicinae. Включає 4 види. Поширені в тропічній Африці, на Мадагаскарі та Аравійському півострові. Живуть в мурашниках, які будуть в стовбурах живих дерев. Поза мурашниками трапляються рідко. Живуть у симбіозі з попелицями з роду Diaspis. Дослідження в Камеруні показало, що на одному дереві Dacryodes edulis мешкало близько 1,5 млн Melissotarsus beccarii (включаючи личинки) та півмільйона попелиць Diaspis
. Ймовірно, мурашки живляться солодкими виділеннями із залоз попелиць.

## Види
- Melissotarsus beccarii Emery, 1877
- Melissotarsus emeryi Forel, 1907
- Melissotarsus insularis Santschi, 1911
- Melissotarsus weissi Santschi, 1910